# Castell de Jorba
El castell de Jorba és una fortificació medieval d'estil romànic situada al municipi de Jorba, a l'Anoia. L'edifici es troba dalt del puig (453 m), que domina el poble de Jorba.
Està catalogat com a Bé Cultural d'Interès Nacional per la Generalitat de Catalunya.
Actualment, es troba amb obres de consolidació pel seu estat ruïnós.

## Història

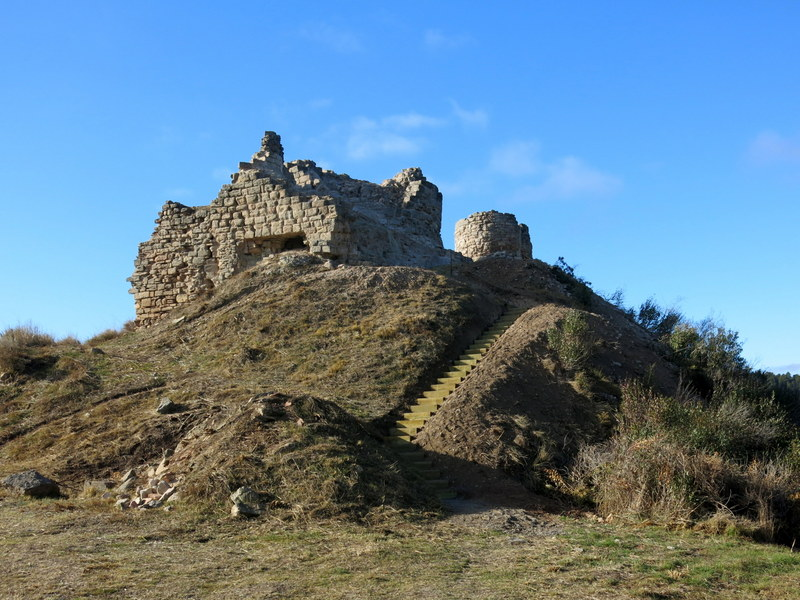
Castell de Jorba (desembre 2017)

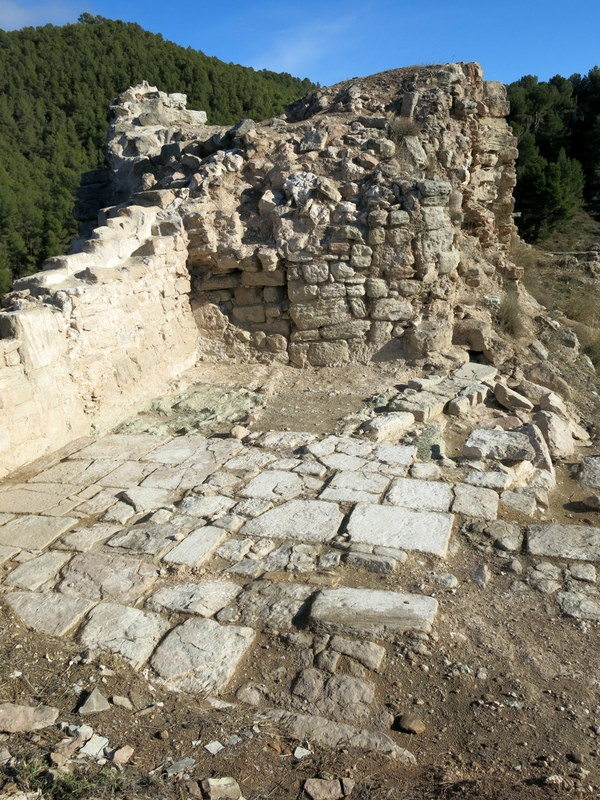
Castell de Jorba (desembre 2017)

La primera referència que es té del castell data del 978. Aleshores era el centre de la Baronia de Jorba –documentada a partir del segle XII– i pertanyia al llinatge dels Jorba. Guerau de Jorba, conseller del Comte de Barcelona Ramon Berenguer IV i d'Alfons I, en va ser el primer senyor. La continuïtat de la nissaga dels Jorba està demostrada durant tot el segle xii a través de diversos actes jurídics realitzats per Guerau de Jorba, la seva muller Saurina i el seu fill, Guillem d'Alcarràs. Cap a la fi del segle xii, amb el matrimoni de Gueraua de Jorba -néta de Guerau i Saurina- i Guillem de Cardona la baronia es va incorporar al Vescomtat de Cardona.
El 1294 n'era el castlà Guillem de Castellolí. El 1304, el rei Jaume el Just, adverteix al vescomte de Cardona que no pot exercir el mer imperi ni sobre el castell ni sobre el lloc de Jorba; amb tot, el 1309 és ell mateix qui li fa donació d'aquesta jurisdicció. El 1375, la propietat fou incorporada al comtat de Cardona. Al segle xiv va passar als Castellolí; així, entre 1337 i 1345 apareix documentat com a baró de Jorba un Guillem de Castellolí.
El 1406, Ramon de Castellolí i el seu fill Joan es veieren involucrats en un afer d'assassinat. L'any 1444 la fortalesa va ser comprada per Manel de Rajadell, castlà d'Òdena. Durant la Guerra Civil Catalana (1462 – 1472) el castell de Jorba es va posar al costat de la Generalitat. Va caure en mans dels realistes l'any 1475. També per matrimonis, al segle xvii la baronia de Rajadell va passar a la de Ponts a través del matrimoni de Jerònima de Rajadell amb Miquel de Ponts; després a la de Salvà, marquesos de Vilanant; a Pont-Lopez de Mendoza, Comtes de Robres; al segle xviii als Abarca de Bolea, comtes d'Aranda; als Híxar, comtes de Guimerà, i finalment als industrials Muntadas i Campeny. Va ser destruït a causa d'un atac durant la Primera Guerra Carlina (1833 - 1840) juntament amb la seva capella, ja que servia de caserna de les forces liberals. L'any 1890 les runes del castell foren comprades per la família Muntadas.

## Edifici
Les restes del castell de Jorba s'estenen per tot el planell que hi ha al cim del turó. En la part oriental hi ha una torre de planta circular, amb un diàmetre intern de 4 m i un gruix de mur de 190 cm; segurament tenia una alçària de més de 20 m. La paret és formada per carreus més aviat grossos (30 cm X 45 cm) units amb morter de calç dur. Un mur que fa angle, situat a la banda de llevant de la torre i que tanca un espai d'uns 5 m de llarg, també és fet amb uns carreus d'unes característiques semblants als de la torre. A l'extrem oposat del planell on s'estenen totes les restes del castell, a la punta occidental, a uns 28 m de la torre, trobem un altre fragment del mur perimetral fet amb uns carreus com els de la torre mestra. Segurament, a tot el voltant del cimal del turó hi hauria una muralla de la qual, a part dels fragments esmentats, s'endevinen alguns trams més a la banda nord.
A la banda sud del pujol també hi ha algunes parets sota la torre que s'adossen a les esmentades més amunt i que, segurament són una mica posteriors i cal relacionar-les amb les fortificacions que es feren a l'entrada del recinte. En els marges del vessant meridional hi ha diversos murs, molts dels quals ja no formaven part del primer recinte, que en aquesta banda resta molt destruït.
A 6,5 m a ponent de la torre mestra hi ha restes d'una construcció circular, amb un diàmetre interior de 2,5 m i un gruix de mur d'uns 60 cm. Devia ser la boca d'una cisterna, ara plena de terra però que sembla que era recoberta amb lloses fins a la boca on la barana era formada per diverses pedres ben treballades i col·locades de gairell per tal de facilitar el treure'n l'aigua. Més a ponent hi ha alguns fragments de parets, segurament posteriors al moment inicial i en molt mal estat de conservació.
Els elements més antics d'aquest notable castell, la torre mestra i el mur perimetral fets amb carreus grossos s'han de datar cap al segle xii o XIII.
El gener de 2012 l'alcalde de Jorba, Josep Maria Palau, va traslladar al delegat del govern la necessitat de consolidar les runes del castell per evitar que l'erosió en faci desaparèixer les restes.
El 31 octubre 2017, es publica la notícia del començament de les obres de consolidació d'urgència i recuperació del castell de Jorba.